# Spilosmylus weiensis
Spilosmylus weiensis är en insektsart som beskrevs av Tim R. New 1986. Spilosmylus weiensis ingår i släktet Spilosmylus och familjen vattenrovsländor. Inga underarter finns listade i Catalogue of Life.